# Лыньков, Григорий Тихонович
Григорий Тихонович Лыньков (бел. Рыгор Ціханавіч Лынькоў; 1909—1941) — белорусский советский поэт, переводчик, публицист, прозаик. Брат писателя Михаила Лынькова.

## Биография
Григорий Лыньков родился в 1909 году в железнодорожной будке возле села Старое Село Рогачёвского района Гомельской области в семье железнодорожника. В 1920 году умер отец. Старший брат Михаил в то время служил в армии, и Григорий помогал матери, смотрел за младшими братом и сестрой. После демобилизации брата, Григорий жил у него с 1922 до 1925 года в деревне Свержень Рогачёвского района, учился в семилетке, затем в средней школе в Бобруйске. Работал заведующим избы-читальни. Вступил в ряды Красной армии. Демобилизовавшись, работал с 1929 года в редакции газеты «Камуніст» (Бобруйск), в 1936—1941 годах — ответственный секретарь газеты «Літаратура і мастацтва» в Минске. Пропал без вести в 1941 году на фронте.

## Семья
Был в браке с еврейкой Геней Григорьевной Лерман, младшей из семи дочерей в семье Григория и Рахили Берковны Лерманов. Одна из старших сестер Ольга вышла замуж за писателя Василия Витку. Осенью 1941 года нацисты расстреляли Геню, 22-летнюю учительницу, вместе с совсем маленькой дочкой Аленкой около Старых Дорог. Вместе с ними погибли жена брата Хана Абрамовна и сын Марик.

## Творчество
Свои первые стихи он опубликовал в 1926 году в альманахе «Уздым» (бобруйском филиале литературного объединения «Маладняк»). В 1928—1931 годах публиковал свои произведения в ежемесячных изданиях «Вясна» и «Ударнік» (литературных приложениях к газете «Камуніст»). В своих произведениях Григорий Лыньков прославлял подвиги героев Гражданской войны, патриотические стремления молодежи. Во второй половине 1920-х — начале 1930-х печатался преимущественно под псевдонимом Р. Суніца.
Перевёл на белорусский язык отдельные произведения русских писателей и поэтов: повесть Л. Пантелеева «Пакет» (1938), пьесу М. Светлова «Сказка», стихи и поэму «Хорошо!» В. Маяковского (совместно с В. Виткой) и другие. Кроме того, перевёл ряд произведений украинских, грузинских, казахских, польских, немецких, испанских поэтов.
Белорусский литературовед Янка Казека отмечал: «Григорий Линьков стремился обогатить белорусский поэзию новыми формами, не чурался экспериментов в области поэтической строфики».

## Сочинения
- Крывёю сэрца. Мн., 1967.